# Kuppel Basel
Die Kuppel ist ein Konzertclub in der Schweizer Stadt Basel unweit des Hauptbahnhofs. Sein Name leitet sich von einem Vorgängerbau in Form eines kuppelartigen Zeltes ab. Die alte Kuppel galt als wichtiger Ort für die regionale und überregionale Popmusik und die Jugendkultur der Stadt.

## Geschichte
Die alte Kuppel Basel, ein lang genutztes Provisorium, war ab 1988 ein wichtiger Ort der regionalen und teilweise überregionalen Musikszene und eine feste Adresse im Basler Nachtleben. 2016 musste die alte Kuppel schliessen. Nach zwei Wettbewerbsverfahren wurde das 2019 siegreiche Projekt "Volume 2" des Architekturbüros Vécsey Schmidt Architekten im Jahr 2024 fertiggestellt. Die Kuppel wurde im selben Jahr wieder eröffnet.

## Veranstaltungsort
Die Kuppel ist im Nachtigallenwäldeli gelegen, einem kleinen Park zwischen der Heuwaage und dem Basler Zoo. Der Park entstand in der Folge der Transformierung einer der ältesten städtischen Industrieareale, für das das ehemalige Gaswerk und das Wasserwerk Zeuge stehen.

## Gebäude
Der Konzertsaal für 600 Personen im ersten Geschoss wird von einer Kuppel, die aus vier sich verschneidenden Tonnengewölben besteht, überspannt. Diese Dachform ist auch von aussen sichtbar und bestimmt wesentlich die markante äussere Form des Gebäudes.
Im Untergeschoss befinden sich acht Bandproberäume, im Nebengebäude ein weiterer Club (Nest) für 200 Personen, ein Restaurant im Erdgeschoss und Büroräume in den Obergeschossen.